# منتخب أستراليا تحت 18 سنة لهوكي الجليد للرجال
منتخب أستراليا تحت 18 سنة لهوكي الجليد للرجال (بالإنجليزية: Australia men's national under-18 ice hockey team)‏ هو ممثل أستراليا الرسمي في المنافسات الدولية في هوكي الجليد تحت 18 سنة.